# Sermur
Sermur é uma comuna francesa na região administrativa da Nova Aquitânia, no departamento de Creuse. Estende-se por uma área de 19,50 km². Em 2010 a comuna tinha 126 habitantes (densidade: 6,5 hab./km²).